# Кирово (Печорский район)
Ки́рово, ранее также Ки́йрова (эст. Kiirova) — деревня в Печорском районе Псковской области России. Входит в состав сельского поселения «Паниковская волость».
Расположена на западе волости, на границе (в 0,7 км) с Эстонией, в 16 км к юго-западу от центра города Печоры и в 6 км к северо-западу от волостного центра, деревни Паниковичи.
Относится к нулку Вааксаары исторической области Сетумаа.

## Население
Численность населения деревни составляет 17 жителей (2000 год).
| 2001 | 2002 | 2010 |
| ---- | ---- | ---- |
| 17   | ↘16  | ↘12  |

## Топографические карты
- O-35-079-D Масштаб: в 1 км 500 м Госгисцентр